# Ago-Semajno
Ago-Semajno (=Akcióhét, /AS/) 2009-ig a Lengyel Eszperantó Ifjúság és a Varsovia Vento Klub által szervezett Nemzetközi Ifjúsági Újévi Eszperantó Találkozó volt. A 2009/2010-es új évben az Nemzetközi Szeminárium (IS) és az Ago-Semajno (AS) Ifjúsági E-Hét név alatt szerveződik.

## Története
A 2005/2006-os évfordulóig az Akcióhét Zakopaneban zajlott, ahol már a 90-es években is sor került ifjúsági évzáró találkozókra. A 2006/2007-es évforduló óta mindig más helyen került megrendezésre. A 2006/2007-es akcióhét Nowy Sączban zajlott, a résztvevők száma jelentősen megnőtt, több mint 180 fő volt (korábban általában 50 és 80 között szokott lenni). 2007/2008-ban az Akcióhét Malborkban zajlott 228 regisztrálóval (ez volt a legmagasabb szám, míg AS létezett). - Az utolsó, 7. Akcióhétre a 2008/2009-es újévben került sor - először Lengyelországon kívül, mégpedig Liptószentmiklóson (Szlovákia) (200 résztvevővel) a Szlovák Eszperantó Ifjúsággal és a Liptói Eszperantó Klubbal együttműködve. Annak ellenére, hogy az előzetes bejelentés szerint ezzel az Akcióhét „csodálatos utazást indított Közép-Európa országaiban”, ekkor hirdették ki az Ifjúsági E-Hét indulását, aminek köszönhetően ez lett az utolsó Akcióhét rendezvény.

## Filmek
- AS 2007: Reklamilo Archiválva 2011. június 27-i dátummal a Wayback Machine-ben., Raporto en partoj 1 Archiválva 2011. június 5-i dátummal a Wayback Machine-ben., 2 Archiválva 2011. július 3-i dátummal a Wayback Machine-ben.
- AS 2006: Raporto en partoj 1 Archiválva 2011. június 3-i dátummal a Wayback Machine-ben., 2 Archiválva 2011. július 5-i dátummal a Wayback Machine-ben., 3 Archiválva 2011. július 8-i dátummal a Wayback Machine-ben., 4[halott link]

## Fordítás
- Ez a szócikk részben vagy egészben  az   Ago-Semajno című eszperantó Wikipédia-szócikk ezen változatának fordításán alapul.  Az eredeti cikk szerkesztőit annak laptörténete sorolja fel. Ez a jelzés csupán a megfogalmazás eredetét és a szerzői jogokat jelzi, nem szolgál a cikkben szereplő információk forrásmegjelöléseként.